# Edoardo Garbin
Edoardo Garbin (Padova, 12 marzo 1865 – Brescia, 12 aprile 1943) è stato un tenore italiano, particolarmente noto per avere creato il personaggio di Fenton nel Falstaff di Giuseppe Verdi (9 febbraio 1893).
Studiò nella città natale e debuttò in teatro a Vicenza (don Alvaro in La forza del destino di Giuseppe Verdi, settembre 1891). 
Il 6 ottobre 1892 interpretò il ruolo di Don Fernan nella prima assoluta di Cristoforo Colombo di Alberto Franchetti al Teatro Carlo Felice di Genova.
Era il marito del soprano Adelina Stehle, che cantò con lui, come Nannetta, nella première del Falstaff di Verdi nel 1893, e con la quale contribuì molto alla diffusione della Bohème.
Negli anni seguenti fu chiamato nei maggiori teatri italiani ed europei. Apprezzato interprete verdiano, affrontò comunque un'ampia gamma di personaggi (ruoli pucciniani,  Mefistofele di Boito, Carmen di Bizet). Si ritirò dalle scene nel 1914.

## Ruoli creati
- Don Fernan in Cristoforo Colombo di Alberto Franchetti, Genova, Teatro Carlo Felice, 6 ottobre 1892
- Fenton in Falstaff di Giuseppe Verdi, Milano, Teatro alla Scala, 9 febbraio 1893
- Milio Dufresne in  Zazà di Ruggero Leoncavallo, Milano, Teatro Lirico Internazionale, 10 novembre 1900
- Lysia in Rhea di Spiro Samara, Firenze, Teatro Verdi, 11 aprile 1908
- Adolfo in Héllera di Italo Montemezzi, Torino, Teatro Regio, 17 marzo 1909
- Giairo in La festa del grano di Giocondo Fino, Torino, Teatro Regio, 12 marzo 1910
- Duca Brissac in La Dubarry di Ezio Camussi, Milano, Teatro Lirico Internazionale, 7 novembre 1912
- Prima mondiale della Gismonda di Renzo Bianchi, accanto a Ida Quaiatti e Domenico Viglione Borghese al Teatro dell'Opera di Roma nel 1917.[1]

## Repertorio
| Ruolo                 | Titolo               | Autore      |
| --------------------- | -------------------- | ----------- |
| Don José              | Carmen               | Bizet       |
| Faust                 | Mefistofele          | Boito       |
| Hagenbach             | La Wally             | Catalani    |
| Maurizio di Sassonia  | Adriana Lecouvreur   | Cilea       |
| Edgardo di Ravenswood | Lucia di Lammermoor  | Donizetti   |
| Fernando              | La favorita          | Donizetti   |
| Don Fernando          | Cristoforo Colombo   | Franchetti  |
| Andrea Chénier        | Andrea Chénier       | Giordano    |
| Loris Ipanov          | Fedora               | Giordano    |
| Faust                 | Faust                | Gounod      |
| Milio Dufresne        | Zazà                 | Leoncavallo |
| Turiddu               | Cavalleria rusticana | Mascagni    |
| Osaka                 | Iris                 | Mascagni    |
| Cavaliere Des Grieux  | Manon                | Massenet    |
| Giovanni Gallurese    | Giovanni Gallurese   | Montemezzi  |
| Des Grieux            | Manon Lescaut        | Puccini     |
| Rodolfo               | La bohème            | Puccini     |
| Mario Cavaradossi     | Tosca                | Puccini     |
| B. F. Pinkerton       | Madama Butterfly     | Puccini     |
| Duca di Mantova       | Rigoletto            | Verdi       |
| Alfredo Germont       | La traviata          | Verdi       |
| Don Alvaro            | La forza del destino | Verdi       |
| Fenton                | Falstaff             | Verdi       |
| Lohengrin             | Lohengrin            | Wagner      |